# Cyphia nyikensis
Cyphia nyikensis là loài thực vật có hoa trong họ Hoa chuông. Loài này được Thulin mô tả khoa học đầu tiên năm 1978.